# Almerei
Das Wort Almerei ist eine Nebenform des ebenfalls kaum mehr gebräuchlichen Almer (aus latein. almaria für Geräteschrank, hervorgegangen aus lat. armarium [und dessen dissimilierten Form almarium] für Waffen, Gerät) für Kasten, Wandschrank, Schrein. Beide leben noch in der Schweiz, Bayern, Erzgebirge, Oberpfalz und Schlesien in vielen Formen: Aolmer, Allmer, Ollmer, u. a. für „Brett für die Milchtöpfe“, Brotschrank, Wandschrank, Speisekammer, Kleiderschrank, oder Almerla (Essschränkchen).
Eine Almerei (rum.: armuroi, almuroi, armaroaie, sächsisch: Umerau, Almeroachien) ist in Siebenbürgen ein kleiner in eine Mauernische eingebauter Wandschrank. Das Wort leitet sich vom lateinischen armarium (Schrank, Schrein) ab, bzw. vom französischen armoire (Schrank, Kasten). Bis ins 17. Jahrhundert wurde der Begriff in Siebenbürgen allgemein für ein schrankartiges Behältnis verwendet. Ab dem 18. Jahrhundert wurde der Begriff nur noch für verschalte Wandnischen und Hänge- bzw. Eckschränkchen gebraucht, die mit einer versperrbaren Türe versehen meist aufwändig mit bäuerlicher Malerei verziert waren. Die Almerei befand sich meist in der Guten Stube, dem repräsentativen Wohnzimmer, das nur an Feiertagen und zum Empfang von Gästen benutzt wurde. Man bewahrte darin wertvolle Gegenstände auf, wie religiöse Bücher, Schmuck oder Bargeld.
Ähnliche bäuerliche Wandschränke sind auch im bayerisch-österreichischen Raum verbreitet.